# Bosques montanos de América Central
Los bosques montañosos de América Central forman una ecorregión que pertenece al bioma de los bosques húmedos latifoliados tropicales y subtropicales, según la definición del Fondo Mundial para la Naturaleza. Se compone de parches de bosque situados en altitudes que oscilan entre 1800 y 4000 m s. n. m., en las cimas y laderas de las montañas más altas de América Central, desde el sur de México, hacia Guatemala, El Salvador, Honduras, y el norte de Nicaragua, y cubre un área de 13.200 km². En estas altitudes, el clima es más templado con una precipitación relativamente alta.